# Muhammad Nadżi al-Utri
Muhammad Nadżi al-Utri (arab. محمد ناجي العطري; ur. 1944) – syryjski polityk, premier Arabskiej Republiki Syryjskiej. Piastował tę funkcję od 10 września 2003 do 14 kwietnia 2011.

## Życiorys
Ukończył studia w zakresie architektury w Holandii.
W latach 1983–1987 kierował radą miejską rodzinnego Aleppo, od 1989 do 1993 kierował stowarzyszeniem inżynierów w Aleppo, zaś w latach 1993–2000 był gubernatorem muhafazy Hims. Przez wiele lat związany z syryjską partią Baas, w marcu 2000 został wybrany do jej Komitetu Centralnego, a na kongresie w czerwcu tego samego roku - do Przywództwa Regionalnego.
W marcu 2000 wszedł do rządu Muhammada Mustafy Miru jako wicepremier oraz minister sektora usług. W marcu 2003 został przewodniczącym Zgromadzenia Ludowego Syrii.
18 września 2003 Muhammad Nadżi al-Utri stanął na czele nowego rządu po zdymisjonowaniu przez prezydenta Baszszara al-Asada gabinetu Miru. Rząd al-Utriego w ciągu kolejnych dwóch lat kontynuował częściowe reformy zainicjowane przez al-Asada, zwłaszcza w zakresie ekonomii, wprowadzając do Syrii elementy gospodarki wolnorynkowej. Zliberalizowano wówczas sektor bankowości i finansów, wprowadzono zmiany w handlu zagranicznym, prawie podatkowym, w finansach publicznych, starał się o przyciągnięcie inwestorów zagranicznych. Gabinet al-Utriego, złożony zarówno z polityków partii Baas, jak i innych działaczy, był czterokrotnie rekonstruowany.
Muhammad Nadżi al-Utri podał się do dymisji po wybuchu protestów w Syrii przeciwko autorytarnym rządom al-Asada.
Biegle włada językami francuskim i angielskim.